# 崇實報
《崇實報》（法語：La Vérité）是1904年創刊於四川省重慶府的天主教報刊，由法國巴黎外方傳教會教士古洛東（François Gourdon）和雷龍山（Henri Louis）創辦，作為天主教川東代牧區區刊。該報停刊年份有兩種說法，《重慶近代報紙提要》稱是1933年，《當代世界中的基督宗教》給出的時間是1949年10月，後者資料是成都西南民族大學教授秦和平提供。在重慶地區創辦於滿清時期的報刊中，《崇實報》是出版時間最長的一份，也是天主教西南各教區中歷史最久、影響最大、發行時間最長的報刊。

## 概述
《崇實報》最初是半月刊，1906年改為週刊，報館設在重慶曾家巖聖家書局內。除了面向本地讀者的中文主刊外，還設有面向傳教士和外國讀者的法文副刊，以及專為聖職人員設置的拉丁文雙月刊快報。該報以竹紙或宣紙印刷，再以冊裝形式出版，版面設計編排與同時期其他報紙有所不同。
初創時每期4頁8面，內容有時評、社論、西學、來函、小言、廣告、省抄、省內短簡、諭旨恭錄、京師要聞、中外要聞、本埠新聞、渝埠見聞錄、國外消息擷要、重慶銀圓牌示等。1924年以後篇幅開始擴大，最多時有8頁16面。
《崇實報》經費主要有兩種來源，川東代牧區的資助和報紙銷售進賬。該報除了在重慶府新豐街行台衙門坎下瑞香軒直接發賣外，還讓四川各府、廳、州、縣天主堂均代為銷售，以便在川的中外神父能人手一冊。
《崇實報》最初由本地神父唐若翰擔任總編輯，後由王澤浦繼任。1929年教會從重慶代牧區分設萬縣代牧區，王澤浦被祝聖為首任萬縣代牧，總編輯一職因而由李樹聲接任。該報最初僅在教會內流傳，後來教外人士也可訂閱。

## 圖集

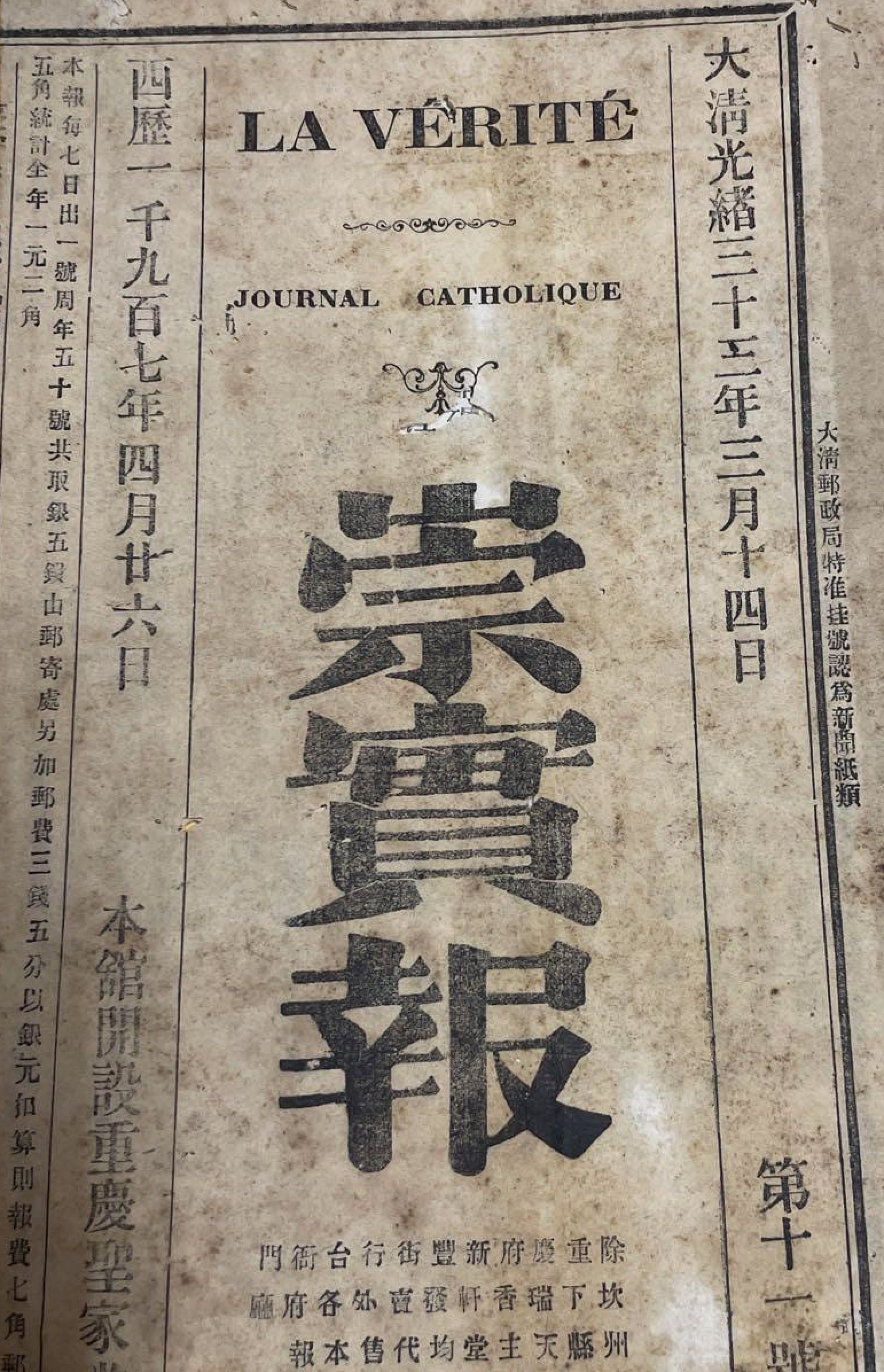
《崇實報》1907年4月26日封面
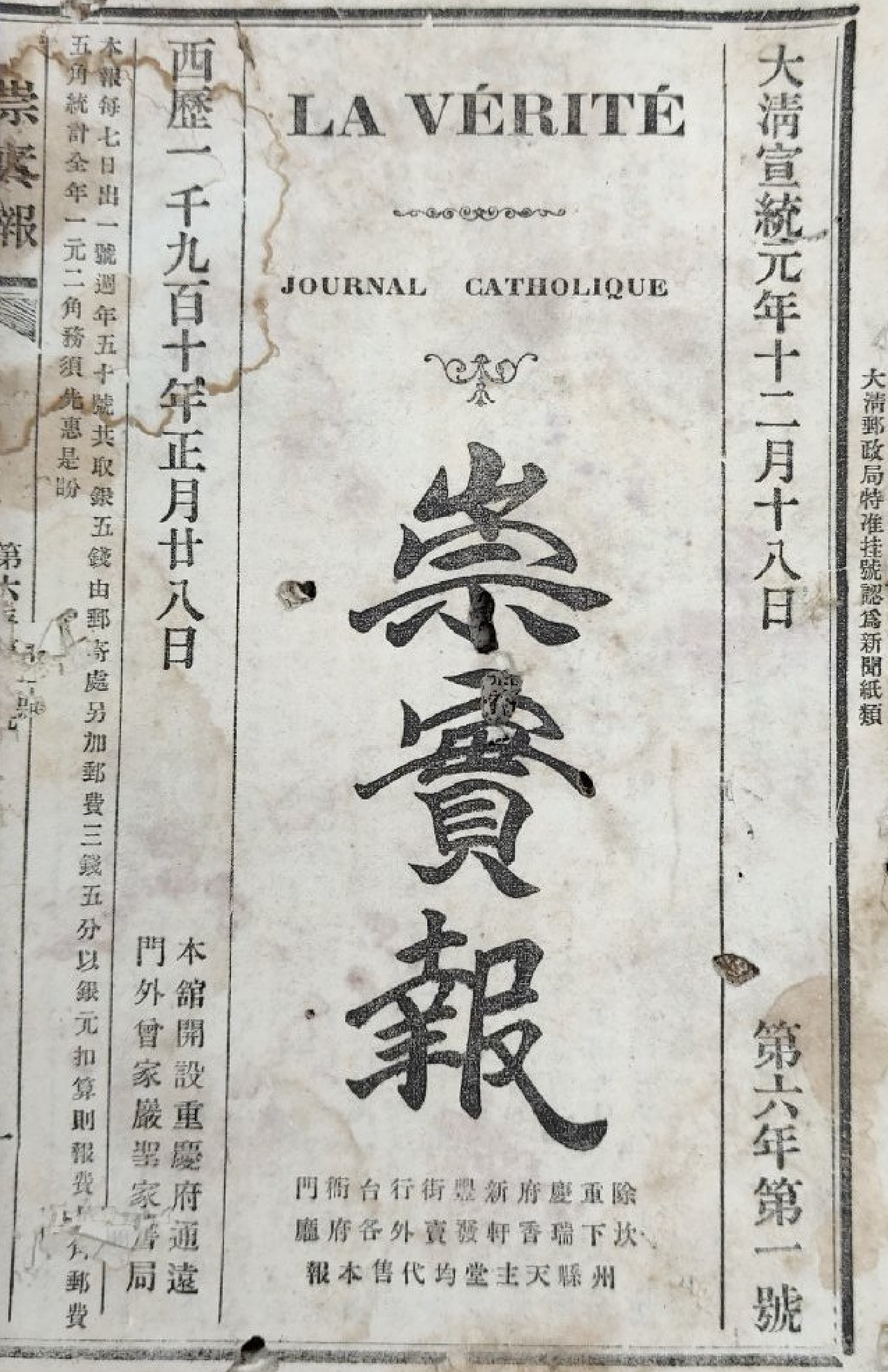
《崇實報》1910年1月28日封面
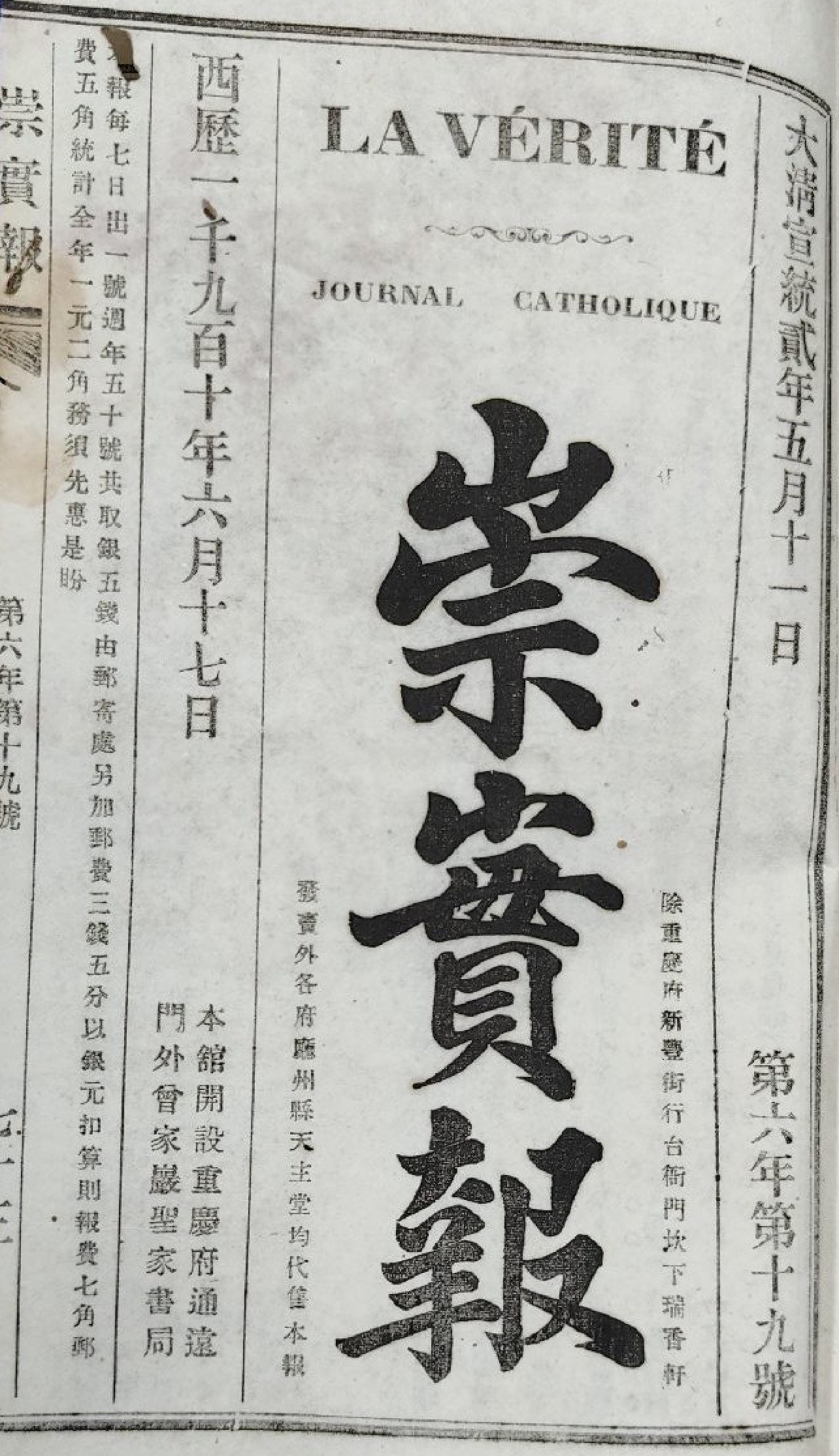
《崇實報》1910年6月17日封面
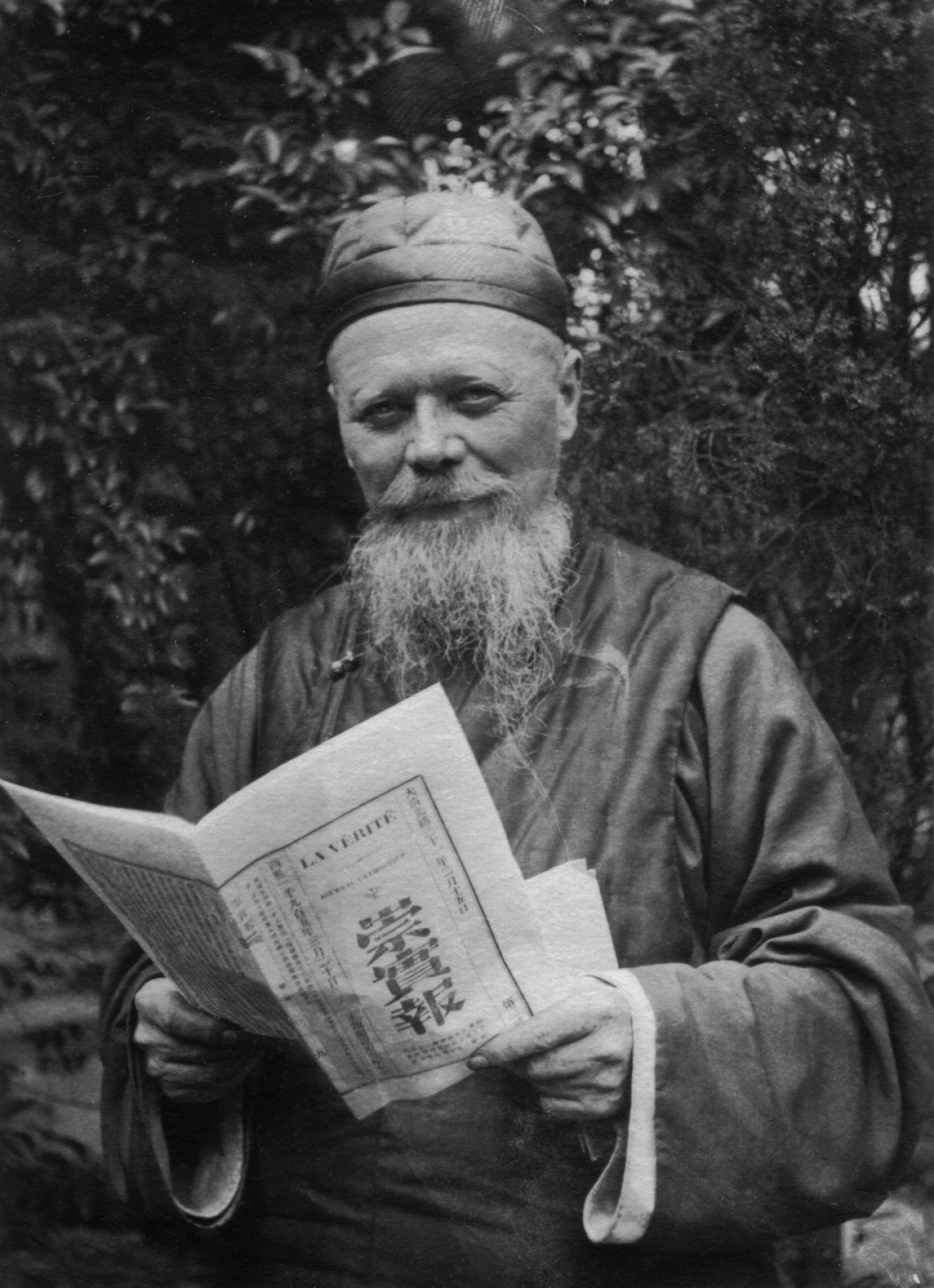
古洛東手持《崇實報》1905年3月20日號